# بودلي
كولونيل رونالد فيكتور كورتيناي بودلي ذو الصليب العسكري (مارس 1892م - 26 مايو 1970م) الذي يُعرف إختصارا بـ (ر.ف. س. بودلي، بالإنجليزية: R. V. C. Bodley) كان ضابطا في صفوف الجيش البريطاني، كاتب، صحفي ومستشرق.

## سيرته
إزداد بودلي في باريس في شهر مارس عام 1892م، وهو ابن جون إدوارد كورتيناي بودلي من سلالة توماس بودلين الدبلوماسي الإنجليزي مؤسس مكتبة بودلي في اكسفورد. و ر. ف. س. بودلي هذا هو ابن عم جيرترود بيل.
درس ر. ف. س. بودلي في معهد إيتون في مدينة إيتون مقاطعة بيركشير، وأيضا في أكاديمية ساندهيرست ومن هناك فوض ملتحقا بفيلق حاملي البندقية التابع للجيش البريطاني فوج المشاة بصفته ملازم ثاني وكان ذلك بتاريخ 20 سبتمبر 1911 حيث خدم معهم بعد ذلك خلال الحرب العالمية الأولى. قٌلِّد وسام الصليب العسكري عام 1916م، ثم تدرّج إلى أن وصل إلى رتبة الكولونيل يومها كان في فرنسا، وعُين مساعدا للملحق العسكري لباريس بتاريخ 15 أغسطس 1918م. وبصفته هذه كمساعد حضر مؤتمر باريس للسلام 1919 حيث سمع في هذا المؤتمر ما جعله يشعر وكأن كل ما قدمه هو وقدمه الملايين من الجنود في الخدمة العسكرية إنما كان للاشيء، وبسبب خيبة الأمل في الخدمة العسكرية فضّل بودلي امتهان السياسة.
أثناء ملابسات هذا المؤتمر بباريس تعرّف بودلي على توماس إدوارد لورنس بواسطة رجل يدعى جيرترود بل؛ خرج بودلي إلى خارج قاعة المؤتمر وبصحبته توماس أدوارد لورنس وبدأ بودلي يحكي له عن أحاسيسه ونيته في امتهان السياسة فكانت ردة فعل لورنس مفاجئة بسبب رده وبشراسة متهما بودلي بأنه مغفل وخائن. عندما أوضح بودلي بأن لا خيار آخر أمامه خاصة وأن الحرب قد انتهت ثم تسائل وماذا عليه أن يفعل إذن، حينها اقترح عليه لورنس: «إذهب وخالط العرب». وفعلا هذا ما قام به بودلي فوريا فرتب لوازم سفره وانطلق إلى الصحراء ليخالط بدوها، وعلى عكس توقع أصدقائه رجوعه بعد أسابيع إلا أنه لم يعد إلا بعد مضي 7 سنوات.
قضى بودلي سبعة سنوات مع بدو الصحراء حيث خالط الرّحل وعاش معهم يبيع ويشتري في الخراف والعنزة كمصدر للدخل. لبس لباسهم، وتكلم لغتهم التي تعلمها معهم، تدين بالإسلام وأقام الشعائر الإسلامية معهم، كما تزوج بدوية أيضا، وكان البدو في أول يشكون في أمر هذا «الرومي» وإن كان من المخابرات يعمل لصالح فرنسا، لكنه استطاع أن يقنعهم أن نيته خالصة. وتأثر بودلي بهذا الجو المعيشي والمحيط الصحراوي الذي. كتابه «الرياح على الصحراء» (Wind in the Sahara) الذي أصدر لأول مرة عام 1944 يتناول تجربته في الصحراء وفيه يحكي عن أقوى الانطباعات التي خلفتها تجربته مع البدو العرب المتثملة في علاقة البدو بالله فالله معهم يذكرونه ويتعلقون به في كل شؤون النهار والليل ومعاش اليوم والغد: في مأكلهم، ومشربهم، وتجارتهم، ومعاشراتهم العاطفية؛ الله هو الذي يشغل فكرهم في كل ساعة، وهو الأقرب إليهم من أي شيء أو أي أحد آخر، وكل هذا بشكل يستحيل تكرتره عند من يفصلهم عن ربهم وسائط كالطقوس المرسومة في أداء الشعائر.

## كتابه (الرسول: حياة محمد)
كتاب الرسول: حياة محمد (The Messenger: The Life of Mohammed) طُبِع عام 1969 في 368 صفحة ؛ ونقل هذا الكتاب إلى العربية محمد محمد فرج وعبد الحميد جودة السحار عام 1945م. وعلق على هذا الكتاب مهدي رزق الله أحمد بتصحيح الأخطاء والمراجعة والنقد والتحقيق موضّحاً ما في كتاب بودلي من مزاعم وأخطاء وتناقضات وشبهات؛ أما بودلي نفسه فقد صرّح في كتابه « وقد تراكمت معلوماتي عن محمد على مر الشهور والسنين، ولم يكن هذا نتيجة دراسة متبصرة، فإني لا أعتقد ذلك، ففي خلال هذه الفترة جميعها التي عشتها في الصحراء لم أقرأ أية كلمة مطبوعة عن رسول الله، ما عدا القرآن؛ ولقد حصلت على معلوماتي من مناقشاتي حول نيران العسكر، وفي خلال رحلاتي الطويلة مع القوافل، وبينما كنت أرقب القطعان في الليل.» .

ومما جاء في كتاب ر. ف. س. بودلي، الرسول - حياة محمد: 
| بودلي | يوجد مسيحيون يعلنون إيمانهم في العالم أكثر من المسلمين الذين يعلنون إيمانهم، ولكن هناك مسلمون يطبقون الإسلام في العالم أكثر من المسيحيين الذين يطبقون المسيحية ( ... ) لقد كان محمد على نقيض من سبقه من الأنبياء فإنه لم يكتف بالمسائل الإلهية بل تكشفت له الدنيا ومشاكلها فلم يغفل الناحية العملية الدنيوية في دينه فوفق بين دنيا الناس ودينهم ، لذلك تفادى أخطاء من سبقوه من المعلمين الذين حاولوا خلاص الناس من طريق غير عملي، لقد شبه الحياة بقافلة مسافرة يرعاها الله، وأن الجنة هي المطاف.[بحاجة لمصدر] | بودلي |